# Cathédrale Saint-Sébastien de Rio de Janeiro
Cette  cathédrale n’est pas la seule cathédrale Saint-Sébastien.
La cathédrale Saint-Sébastien de Rio de Janeiro est l'un des principaux sanctuaires catholiques de la ville de Rio de Janeiro, au Brésil.
Édifice atypique construit de 1964 à 1976, elle est représentative du courant brutaliste de l'architecture moderniste. Ses lignes avant-gardistes ne sont pas sans rappeler les pyramides précolombiennes, symbole d'union entre ancien et nouveau monde.
La cathédrale Saint-Sébastien (dite également cathédrale métropolitaine) est le siège de l'archidiocèse catholique de Rio de Janeiro. Elle remplace l'ancienne « Sé » (cathédrale) héritée de la période coloniale, redevenue église paroissiale sous le vocable de Notre-Dame du Mont-Carmel.

## Historique
La construction de ce nouveau lieu de culte est décidée par les autorités ecclésiastiques locales afin de répondre à la forte croissance de la métropole brésilienne au début des années 1960, rendant l'ancienne cathédrale trop exiguë. La charge de dessiner les plans d'un sanctuaire puisant tout à la fois dans les racines précolombiennes et européennes est confiée à l'architecte Edgar de Oliveira da Fonseca, qui imagine une impressionnante structure pyramidale de 96 mètres de hauteur.
L'intérieur surprend par la simplicité de ses lignes ainsi que par son immense espace intérieur. La base forme une ellipse dont le diamètre atteint jusqu'à 106 mètres, tandis que quatre larges baies rectangulaires garnies de vitraux aux teintes vives partent du sol pour former une « croix de lumière » au sommet de la voûte, culminant à près de 80 mètres.
Le réseau de claires-voies contribue à assurer une luminosité constante mais régulée, adaptée à un espace dédié avant tout au recueillement et à la prière. Au total, la nouvelle cathédrale peut abriter jusqu'à 20 000 fidèles.

## Galerie

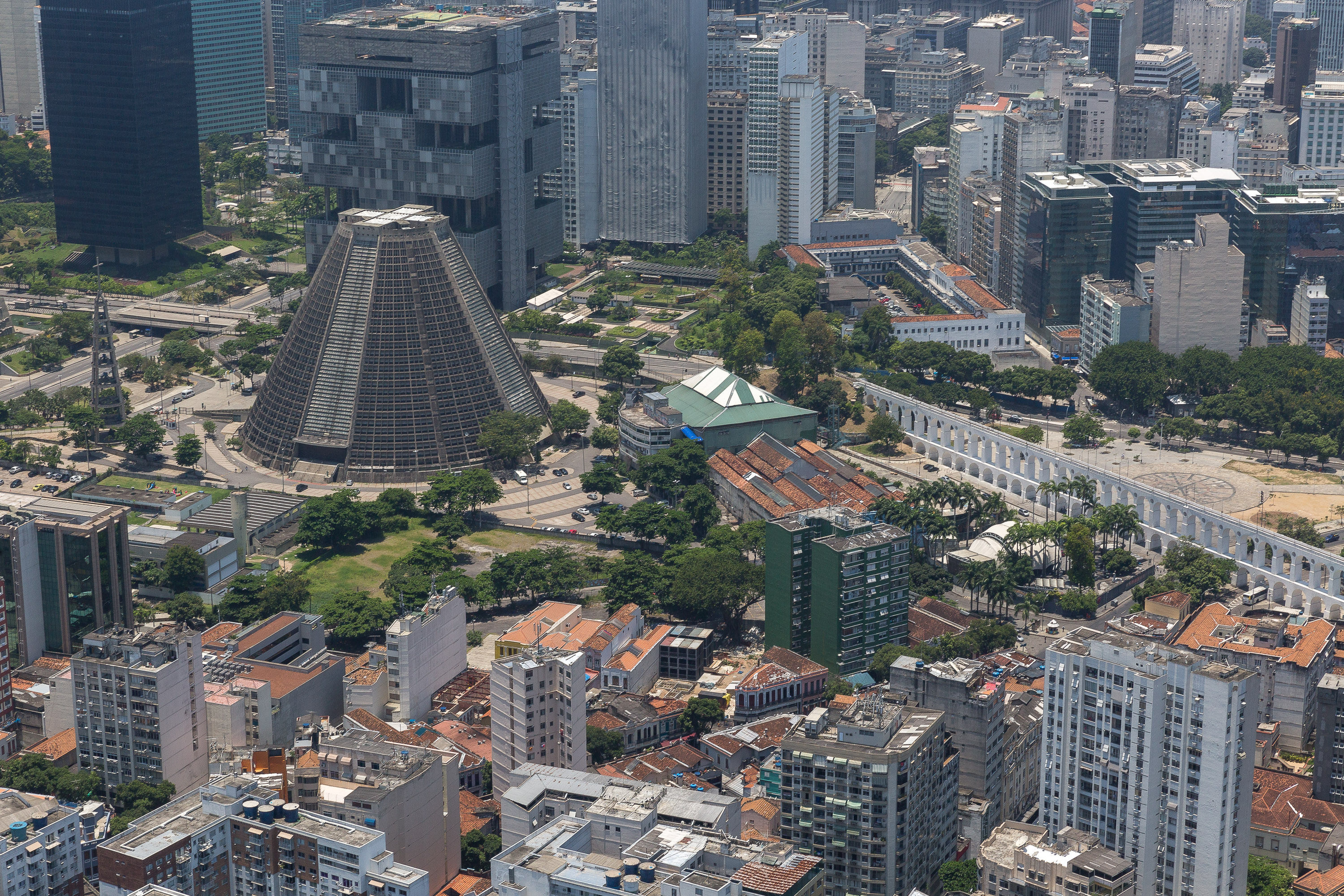
Vue aérienne.
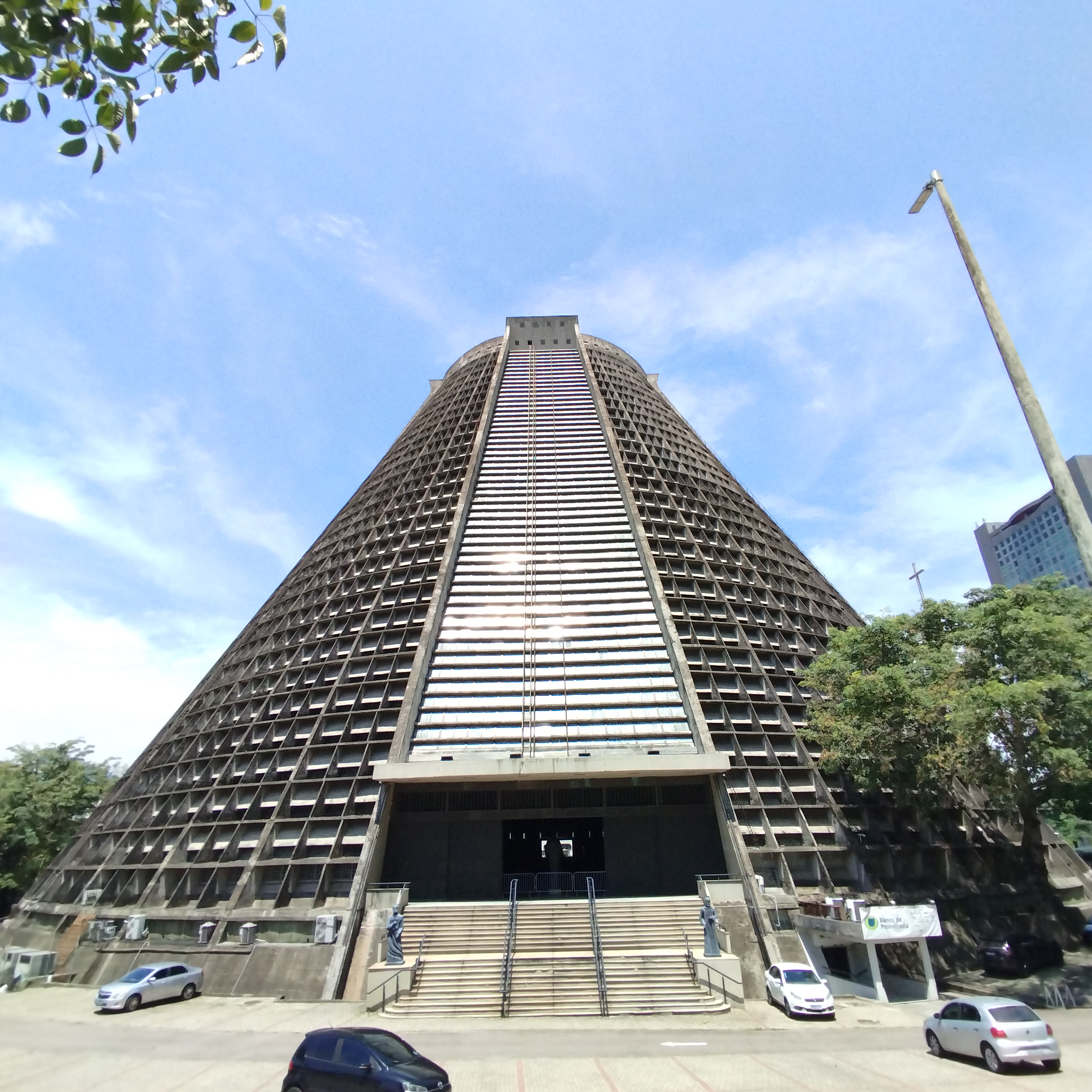
Vue extérieure.
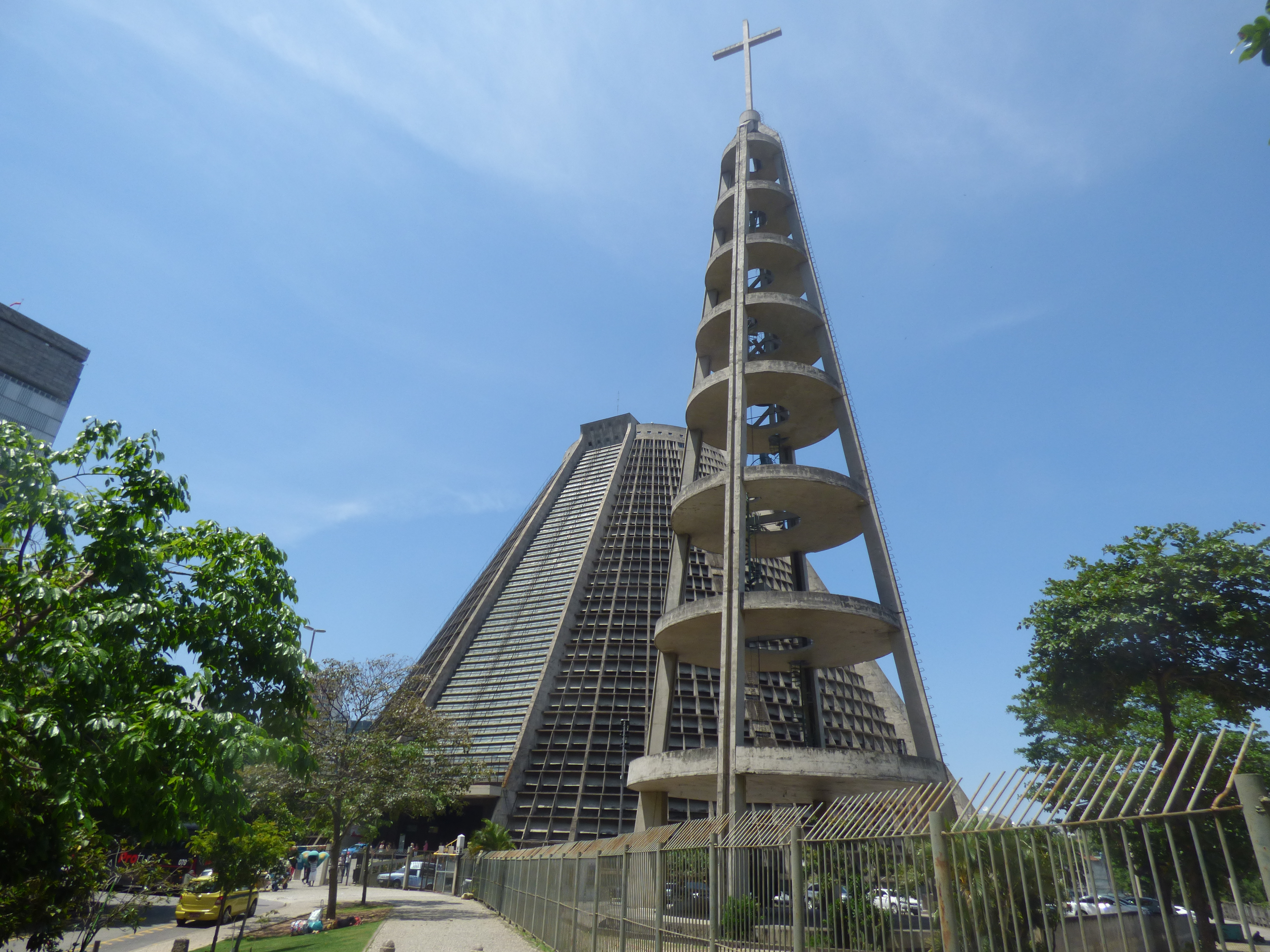
Le clocher.
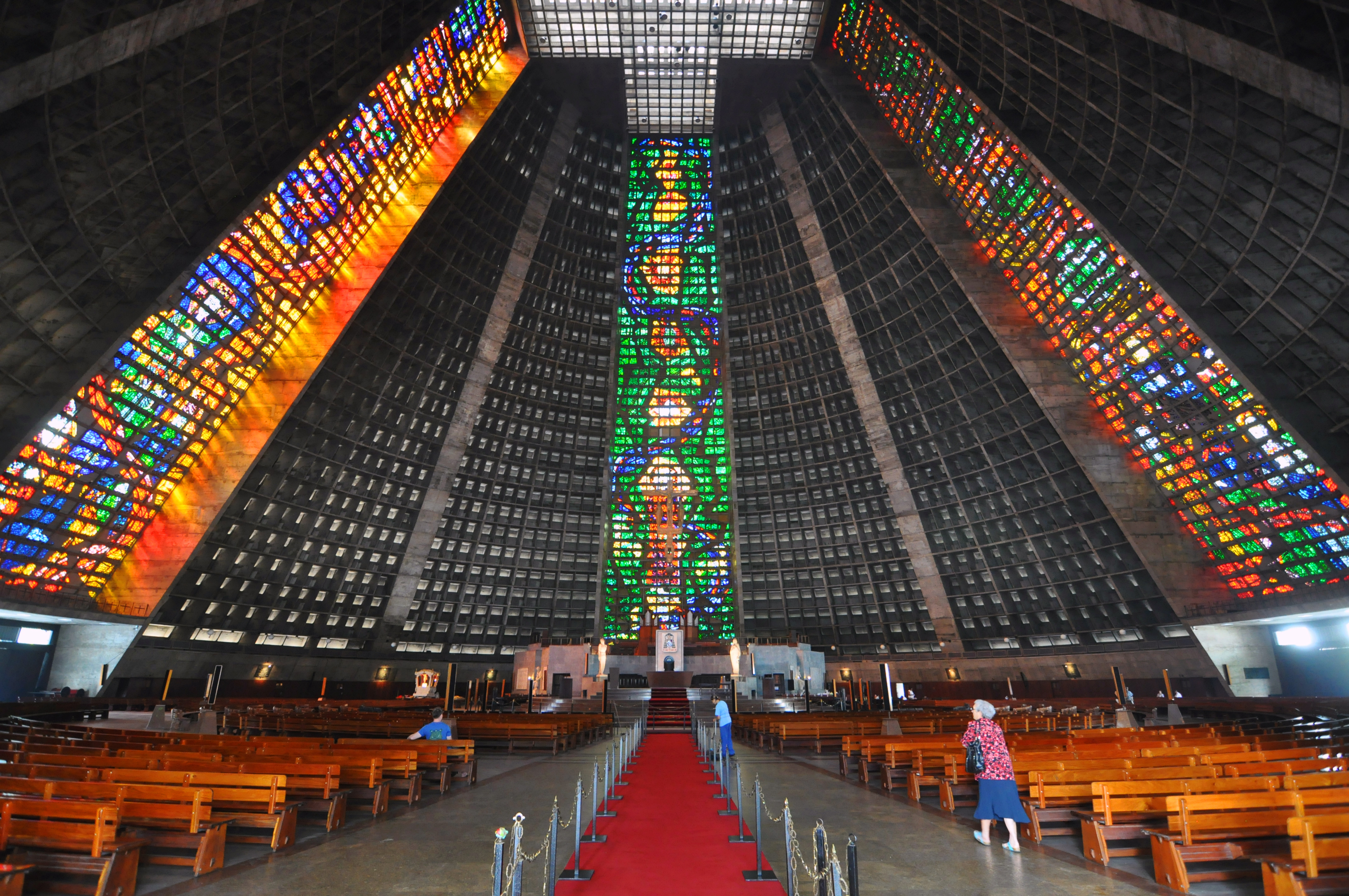
Vue intérieure.